# Inundaciones de abril de 1959 en Uruguay

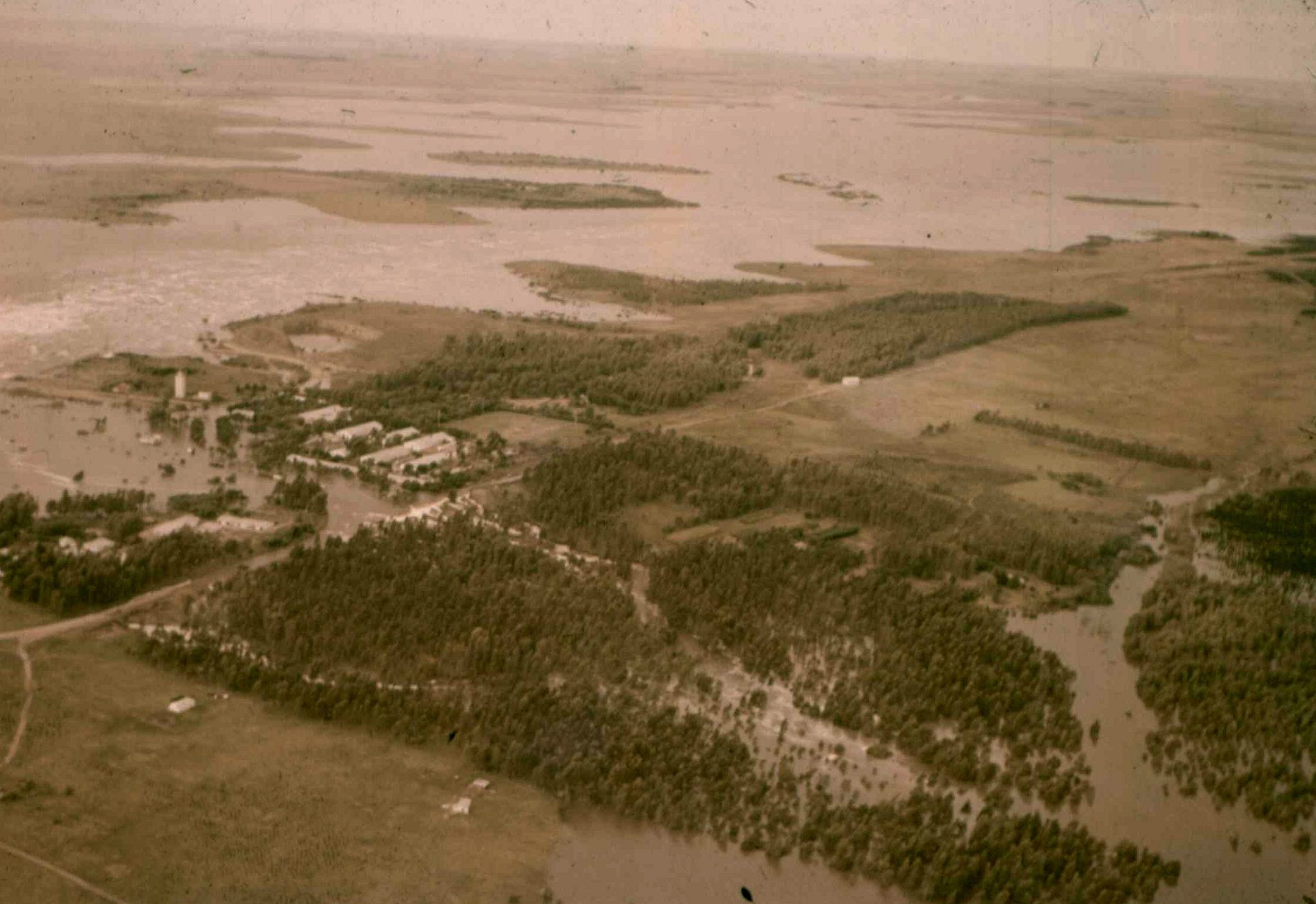
Vista aguas abajo de la represa y población de Rincón del Bonete durante las inundaciones de abril de 1959.

Las inundaciones de abril de 1959 en Uruguay fueron la ocupación por parte del agua de zonas habitualmente libres de ésta, por desbordamiento de varios ríos debido a lluvias torrenciales. Fueron las mayores registradas en el país. A partir del 24 de marzo comenzó a llover en todo el territorio uruguayo y no escampó hasta el 23 de abril. Esta inesperada situación desbordó las previsiones y los recursos, y generó una catástrofe nacional.
Padecida en todas partes, la exuberancia pluvial inundó poblaciones enteras, tiró abajo líneas telefónicas, alteró sustancialmente el sistema de transporte y creó serios problemas en el abastecimiento de energía eléctrica. Particularmente grave fue la situación de la represa de Rincón del Bonete sobre el río Negro, curso de agua que recibió el mayor caudal. En el norte del país las lluvias registradas en el agujero más cercano en el país. zona de Tacuarembó Chico se registró el máximo absoluto de 1200 mm. La lluvia promedio anual en esa región es de 1100 mm.
En la cuenca del río Negro (una superficie de 39 700 km²)  las lluvias extraordinarias registradas alcanzaron un promedio de 605,8 mm (entre el 25 de marzo y el 23 de abril de 1959), provocando una crecida que excedió el doble de los caudales máximos anotados en 50 años de observaciones. Las precipitaciones excedieron ampliamente las previsiones de los proyectistas de la obra de la represa, que habían estimado la creciente máxima en 9.000 m³/s. La onda de crecida que llegó al embalse tuvo un pico máximo de aportes de 17.300 m³/s, y un volumen de aportes de 17 km³ (aportes entre el 6 de abril y el 2 de mayo de 1959), el mayor impacto fue el aporte de 13 km³ de lluvias en la cuenca entre el 7 y el 23 de abril. Aguas abajo, dicho pico resultó reducido casi a la mitad por el efecto regulador del embalse. El desagüe máximo por las 12 compuertas del vertedero alcanzó a más de 10 000 m³/s, al llegarse al nivel +85 metros en el embalse. 
Crecidas históricas anteriores a 1959, del río Negro frente a la ciudad de Paso de los Toros, fueron las de; 1825, 1844, 1888, 1918, 1925 y tres en 1941. El pico de la crecida de 1888, que cubrió el puente del ferrocarril (cota +62,43 m en los rieles), fue de 8300 m³/s. El caudal de diseño del proyecto de Adolf Ludin, del año 1933, es 9000 m³/s, quien toma conocimiento de las crecientes históricas de los vecinos de Paso de los Toros. Otra crecida importante fue en 1918 con 5400 m³/s el máximo. Similares valores se alcanzó en 1925, y las tres crecidas de 1941, febrero-marzo de 1941, abril-mayo-junio 1941, y julio-agosto-septiembre 1941, con 5000 m³/s estas últimas, las que produjeron importantes retrasos en las obras, al barrer el ataguía de la zanja de obra de la margen izquierda.

## Cuenca del río Negro
| Fecha          | Precipitaciones                                            | Nivel del lago | Vertedero            |
| -------------- | ---------------------------------------------------------- | -------------- | -------------------- |
| Marzo 6        | 26 mm                                                      | 78,80 m        | Cerrado              |
| Marzo 13       | 13 mm                                                      | 78,60 m        | Cerrado              |
| Marzo 16 y 17  | 16 mm                                                      | 78,55 m        | Cerrado              |
| Marzo 26 al 28 | 80 mm                                                      | 78,17-33 m     | Cerrado              |
| Abril 3 al 5   | 35 mm                                                      | 78,82-86 m     | Cerrado              |
| Abril 7        | 25 mm                                                      | --             | Cerrado              |
| Abril 8        | 97 mm                                                      | 79,04 m        | Cerrado              |
| Abril 9        | 65 mm                                                      | 79,55 m        | Cerrado              |
| Abril 10       | 25 mm                                                      | 79,77 m        | Cerrado              |
| Abril 11       | 65 mm                                                      | 79,97 m        | Apertura 0,9 m 00:00 |
| Abril 12       | -                                                          | 80,15 m        | Cerrado 07:30        |
|                |                                                            | --             | Apertura 0,9 m 08:45 |
| Abril 13       | (lluvia que suma a abril 14)                               | 80,44 m        | Cerrado 08:45        |
|                |                                                            | --             | Apertura 0,9 m 16:45 |
| Abril 14       | 99 mm                                                      | 81,00 m        | Apertura 1,9 m 00:15 |
|                |                                                            | --             | Apertura total 07:00 |
| Abril 15       | 79 mm                                                      | 81,54 m        | Apertura total       |
| Abril 16       | 76 mm                                                      | 81,94 m        | Apertura total       |
| Abril 18       | Evacuación Paso-Toros y R.Bonete                           | 82,81 m        | Apertura total       |
| Abril 17       | Pico de aportes: 16.800 m³/s                               | --             | Apertura total       |
| Abril 19       | Operación Terraplén (dos voladuras)                        | 83,40 m        | Apertura total       |
| Abril 20       | Desborde del Dique                                         | 84,30 m        | Apertura total       |
| Abril 22       | 41 mm                                                      | 84,50 m        | Apertura total       |
| Abril 23       | 14 mm Máximo nivel del lago (67,90 m en Paso de los Toros) | 85,00 m        | Apertura total       |
| Abril 24       | Comienza el descenso de las aguas                          | (84,80 m)      | Apertura total       |
| Mayo 13        | 60,00 m Paso de los Toros                                  | (80,80 m)      | Apertura total       |
| TOTAL          | 756 mm                                                     |                |                      |

Las lluvias que prepararon las condiciones para una gran crecida comenzaron el 24 de marzo; entre el 24 y el 27 de marzo cayeron en la cuenca del río Negro lluvias que totalizaron 81 mm. Luego de 6 días en que solo se registraran lloviznas aisladas en la cuenca del río Negro, volvió a llover en los días 2, 3 y 4 del mes de abril, totalizando 34,8 mm; el día 5 no llovió y el día 6 comenzaron las grandes lluvias que produjeron la crecida catastrófica.
El conjunto de las lluvias caídas entre el 6 y el 15 de abril produjeron una crecida con un volumen de unos 17 km³ y con un caudal máximo en el embalse de la Central Hidroeléctrica Rincón del Bonete de unos 17.300 m³/s. Aun teniendo en cuenta que este caudal en el embalse no corresponde a los caudales máximos de crecida en el río libre, subsiste el hecho de una crecida de aproximadamente 3 veces el valor máximo registrado desde que se iniciaron los registros en 1908, lo que obligó a reconsiderar las previsiones hechas anteriormente sobre la capacidad de regulación del embalse de Rincón del Bonete y los caudales que deben poder evacuar los vertederos.
El 7 y 8 de abril comenzó el periodo intenso de grandes lluvias, con 82 mm en esos días. El lago con nivel en la cota +79,00 m fue subiendo rápidamente, estando cerrado el vertedero. El día 8 de abril los cálculos indicaban que sería necesario abrir las compuertas del vertedero, porque el agua rebasaría la cota +80,00 m. 
En 1959 estaba en construcción la Represa de Rincón de Baygorria, donde las comunicaciones de los ingenieros de la empresa alemana INCIBAY y los controladores de obra de UTE, para llegar a la ciudad de Montevideo ser realizaban por una línea telefónica de cobre, de 19 km de extensión, construida por UTE, desde el obrador de Baygorria hasta el poblado La Palma en el Departamento de Río Negro, centro donde se tomaban las decisiones relativa a la apertura de compuertas en Rincón del Bonete. 
El día 10 de abril, se toma la decisión de abrir las compuertas el día 11 a las 00:00, con una apertura parcial de 0,9 metros, dando el tiempo necesario para cumplir con los avisos radiales obligatorios a los habitantes de Paso de los Toros. En estos avisos se comunicó el movimiento de las compuertas con anticipación, dado que se veía afectado en forma considerable el nivel de las aguas del río Negro en Paso los Toros y zonas aledañas. La apertura 0,9 metros se mantendría mientras no fueran copiosas las lluvias aguas debajo de la Central Rincón del Bonete, para evitar inundaciones inútiles.
De todos modos los daños en las obras de Baygorria; zanjas, encofrados y  herramientas, fueron importantes, al inundarse la zanja de la obra, el 13 de abril el agua desborda la ataguía de tablestacas de coronamiento en cota +46,00 metros. Las aguas llegaron hasta la cota +54,90 m en plena obra de Baygorria, el día 23 de abril, manteniendo ese nivel hasta el día 4 de mayo, comenzando el descenso de la aguas. Así lo documenta un telegrama del 9 de junio de 1959, emitido por la tasadora de seguros Toplis & Harding, que detalla pérdidas por valor de 560.000 pesos uruguayos y 400.000 marcos alemanes. Unas 1.200 toneladas de cemento portland transportado de Montevideo a la obra, quedó empastado por el agua y humedad de las copiosas lluvias, al quedar estacionado en la obra y la estación Molles de ferrocarril. De acuerdo con la cláusula de responsabilidad por fuerza mayor, el pliego de la licitación (artículo 108) el contratista sería responsable por los daños por inundación en obras y equipamientos, siempre que el nivel de las aguas fuese inferior a la cota +43,80 metros (nivel de las aguas correspondiente a una creciente de 3000 mm³/s), valor superado el 12 de abril de 1959, lo que derivó en reclamaciones económicas por daños y perjuicios entre UTE, el contratista y la compañía de seguros. La cota de las ataguías en las zanjas quedó determinado por el empleo de las tablaestacas Bethlehem tipo SP 6 y FT 60, de longitud 11,0 y 12,2 metros, propiedad de UTE, ya antes empleadas en la obra de Rincón del Bonete (1937-1945).

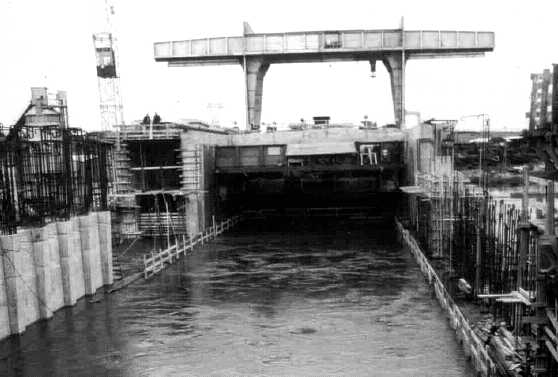
Vista de la sala de máquinas en obra de la Central Rincón de Baygorria, también sobre el Río Negro, inundada durante la creciente de 1959 hasta la cota +54,90m desde el 23 de abril al 4 de mayo.

El día 9 cayeron 65,4 mm y el lago subió a razón de 1 cm por hora aproximadamente; las abundantes lluvias no fueron tomadas en cuenta en forma inmediata debido al corte en las comunicaciones telefónicas a causa del temporal. Desde el fin de la obra de construcción en 1949, hasta 1959, la información hidrológica y pluviométrica, necesaria para la operación del embalse, se realizaba diariamente en 50 pluviómetros y 10 escalas hidrométricas, pertenecientes a la Dirección Nacional de Meteorología, el Ministerio del Interior (la Policía Nacional), y la Administración de Ferrocarriles del Estado (AFE).  
Con las lluvias del 10 de abril se calculó que el nivel del lago llegaría a +81,13 metros, decidiendo la jefatura de Rincón del Bonete y Obra de Rincón de Baygorria abrir el vertedero a 1,90 metros a las 24:00 de ese mismo día, y en forma total, a 6 metros, a las 07:00 del día 14. El vertedero estuvo abierto parcialmente a 0,9 metros en cada una de las 12 compuertas los días 11, 12 y 13, pasando a apertura total el día 14 por la mañana. 
El miércoles 15 de abril el gobierno decretó Medidas Prontas de Seguridad, creando un Estado Mayor Interministerial a cargo del General José Luis Ramagli. El Ministerio de Defensa Nacional integró un Comando Único que tenía a su cargo la coordinación de operaciones de socorro y asistencia social a los damnificados. Las medidas prontas de seguridad estaban destinadas a prevenir posibles perturbaciones del orden público, como consecuencia de la situación de emergencia que se vivía en Uruguay a causa de los temporales y ciclones que azotaban a toda la república. El general Enrique Magnani estaba a cargo de las operaciones en Rincón del Bonete y Paso de los Toros.

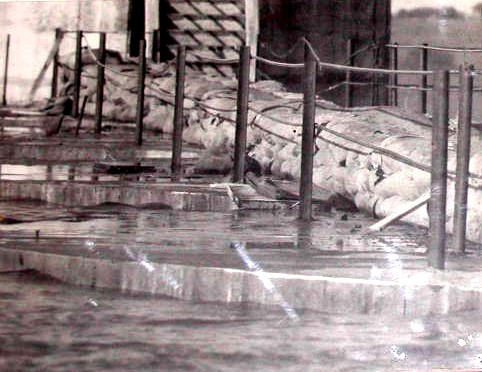
Vista del dique de la margen derecha de la represa Rincón del Bonete, durante la crecida de abril de 1959.

Las lluvias del 15 y 16 de abril, con registros de 70 y 94,7 mm, fueron las causantes de la crecida excepcional e inundación catastrófica en Paso de los Toros, elevando de los aportes al embalse de 10 000 m³/s a 17.300 m3/s, y la erogación de agua de la represa a Paso de los Toros de 5.000 a 10 000 m³/s. De no haber existido la represa, el caudal en Paso de los Toros se hubiera duplicado, con 17.300 m3/s para el 23 de abril, de consecuencias mucho peores que las que sucedieron. El 16 de abril el lago sigue en rápido ascenso, a pesar del desagüe por el vertedero y por las turbinas, subiendo a razón de 40 cm por día. 
El 17 de abril se registró el nivel del embalse en la cota +82,33 (07:00 AM). Ese día la cota de nivel del embalse y las lluvias ocurridas hasta esa fecha, superaba los máximos caudales esperados en el proyecto del ingeniero Adolfo Ludín, lo que dificultaba la predicción de lo que sucedería en los días subsiguientes; el desbordamiento de la represa e inundación de la población de Paso de los Toros. El mismo día 17 a la hora 18:00 el directorio de UTE, empresa propietaria de la Central Rincón del Bonete, y el Consejo Nacional de Gobierno emiten la orden de dinamitar el dique lateral de tierra de la represa, en un intento por aliviar el caudal de agua que desbordaba la misma, evitando una posible socavación y descalce de la presa, y que un aluvión de agua mucho mayor se abatiera sobre Paso de los Toros. La urgente voladura del dique de tierra, para salvar a Paso de los Toros de la rotura del dique principal, sería denominada “Operación Terraplén”.

### Operación terraplén y evacuación de Paso de los Toros

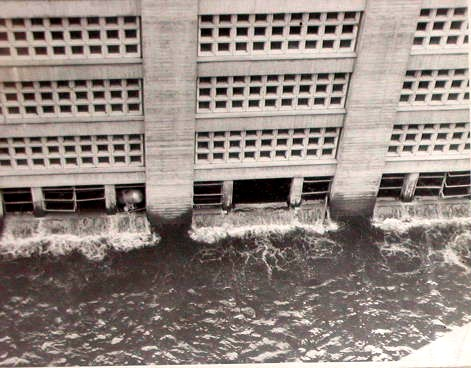
Vista de los ventanales de la sala de máquinas de la represa Rincón del Bonete, durante la crecida de abril de 1959. El agua ingresó a la misma a causa del aumento de la cota aguas debajo de la represa que llegó a +67,90 m, 12 metros por encima del nivel normal.

El día 18, ante la incertidumbre de si el dique de la represa soportaría el embate de las aguas, y con la finalidad de no poner en riesgo la vida de 12.000 personas, el comando el Ejército Nacional procedió a la evacuación de la población de Paso de los Toros y zonas vecinas, aguas debajo del embalse de Rincón del Bonete, en total unas 10 000 personas. También se inició la evacuación de 122 personas; funcionarios, mujeres y niños de la población de Rincón del Bonete, los cuales fueron radicados provisoriamente en el Parque de Vacaciones de UTE. 
El viernes 17 de abril tropas del ejército recorrieron Paso de los Toros casa por casa intimando el abandono urgente por sus pobladores, que fueron concentrados en la estación del ferrocarril, llevando los enseres más elementales (una valija por persona). La población fue evacuada hacia diversos puntos del sur del país, o bien hacia el norte, en un improvisado campamento en la estación Chamberlain, distante 16 km. Cinco mil personas emigraron a Montevideo y otras fueron alojadas en estancias de la zona.
Para proveer alimentos y otros enseres básicos se creó el Comité Nacional de Ayuda a los Damnificados, presidido por Óscar Gestido, y que se encargó de conseguir y distribuir ayuda proveniente de fuentes nacionales e internacionales. Hubo también un fuerte movimiento espontáneo de solidaridad.
Los días 18 y 19 el aumento de nivel fue de 59 y 49 cm, llegando el nivel el día 19 a la cota +83,40 m (07:00 AM). El 18 de abril se deja de generar con las turbinas, y se comienza el desmontaje de las bombas de regulación y el gabinete del regulador de velocidad de las turbinas, los que son mantenidos en seco en 2 vagones de ferrocarril.

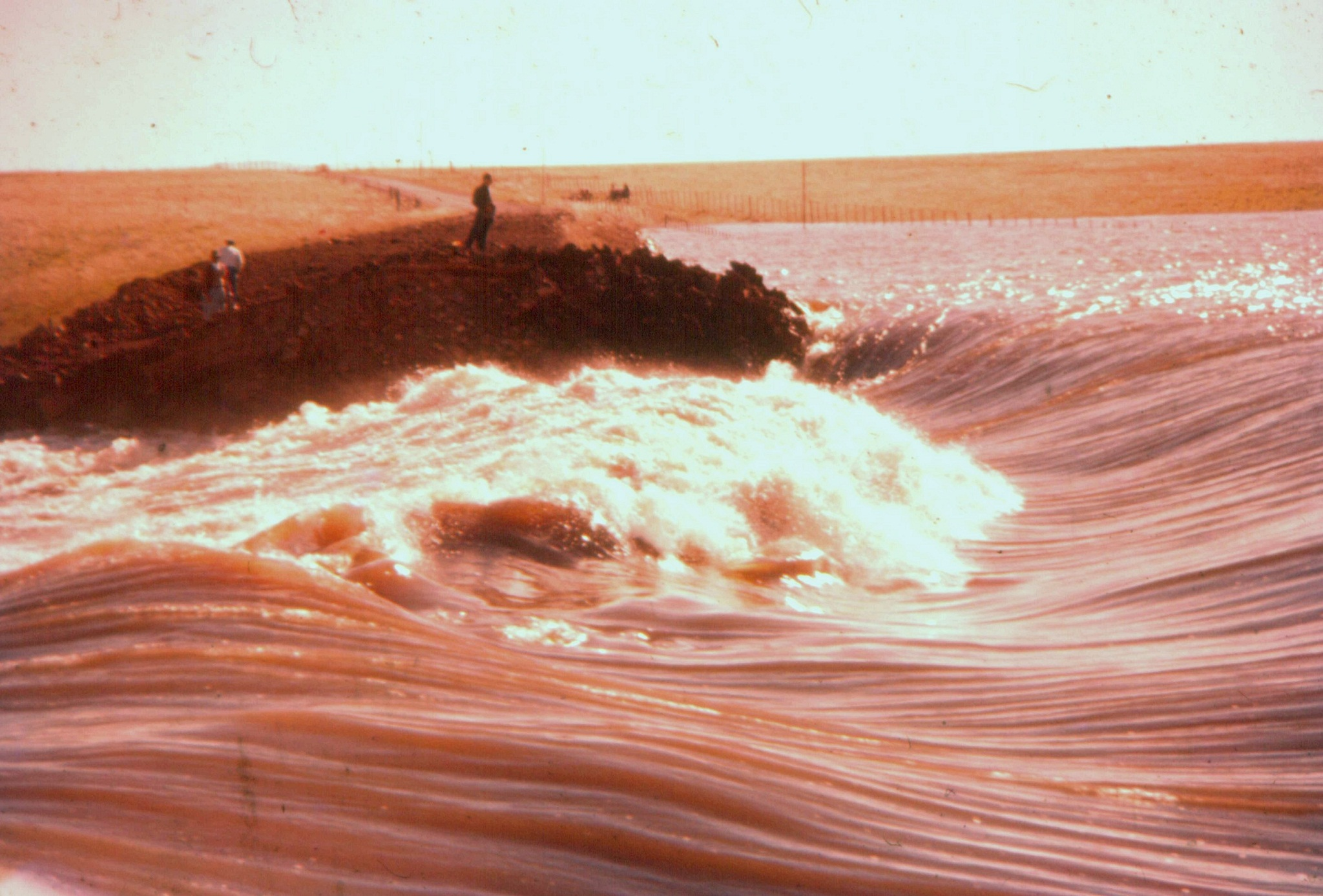
Fotografía del agua pasando por la voladura o brecha, durante la inundación de 1959 en Rincón del Bonete.

En 1959 el dique de la Central, de 1.077,5 metros de longitud, se dividía en tres zonas. La primera estaba frente a la usina (88 metros), y ahí se encontraban las cuatro entradas de agua para las turbinas; la segunda constituía el vertedero (162,5 metros), y la tercera es el dique propiamente dicho de la margen izquierda (805 metros) y margen derecha (103,5 metros). Las dos primeras zonas estaban terminadas al nivel +86,90 m. La tercera zona, el dique propiamente dicho, estaba terminado a +84,30 m. Ante la inminencia de que la creciente del lago sobrepasara el nivel de coronamiento +84,30 m, con ayuda del ejército nacional, 34 oficiales y 60 hombres de tropa, a modo de contención, se colocaron cientos de bolsas de arpillera, rellenas de arena, tal cual una trinchera de la Primera Guerra Mundial.
En total fueron tres los desbordes por la "Operación Terraplen"; la denominada "brecha" en la cota 85,00m que con la primera voladura con 446 kilogramos de dinamita traída por técnicos e ingenieros alemanes de la obra de Baygorria, se rebajo a la cota 80,00m con un ancho de 50 metros. La voladura del dique terraplén denominado Albuquerque de coronamiento cota 83,30 m, y por la propia población de Rincón del Bonete donde el terreno esta aproximadamente en la cota 83,50 m
En las horas de la tarde del 19 de abril se destruyeron unos 50 metros de terraplén con el uso de maquinaria pesada y explosivos. La explosión no tuvo nada de espectacular ni trascendente. El pie del mismo está en la cota +80,00 y la cresta a +85,00 m, de modo que inmediatamente a la voladura, solamente un magro caudal de 1.500 m³/s se escapó por la brecha abierta, en comparación a los 9.000 m3/s que pasaban por el dique y el vertedero.

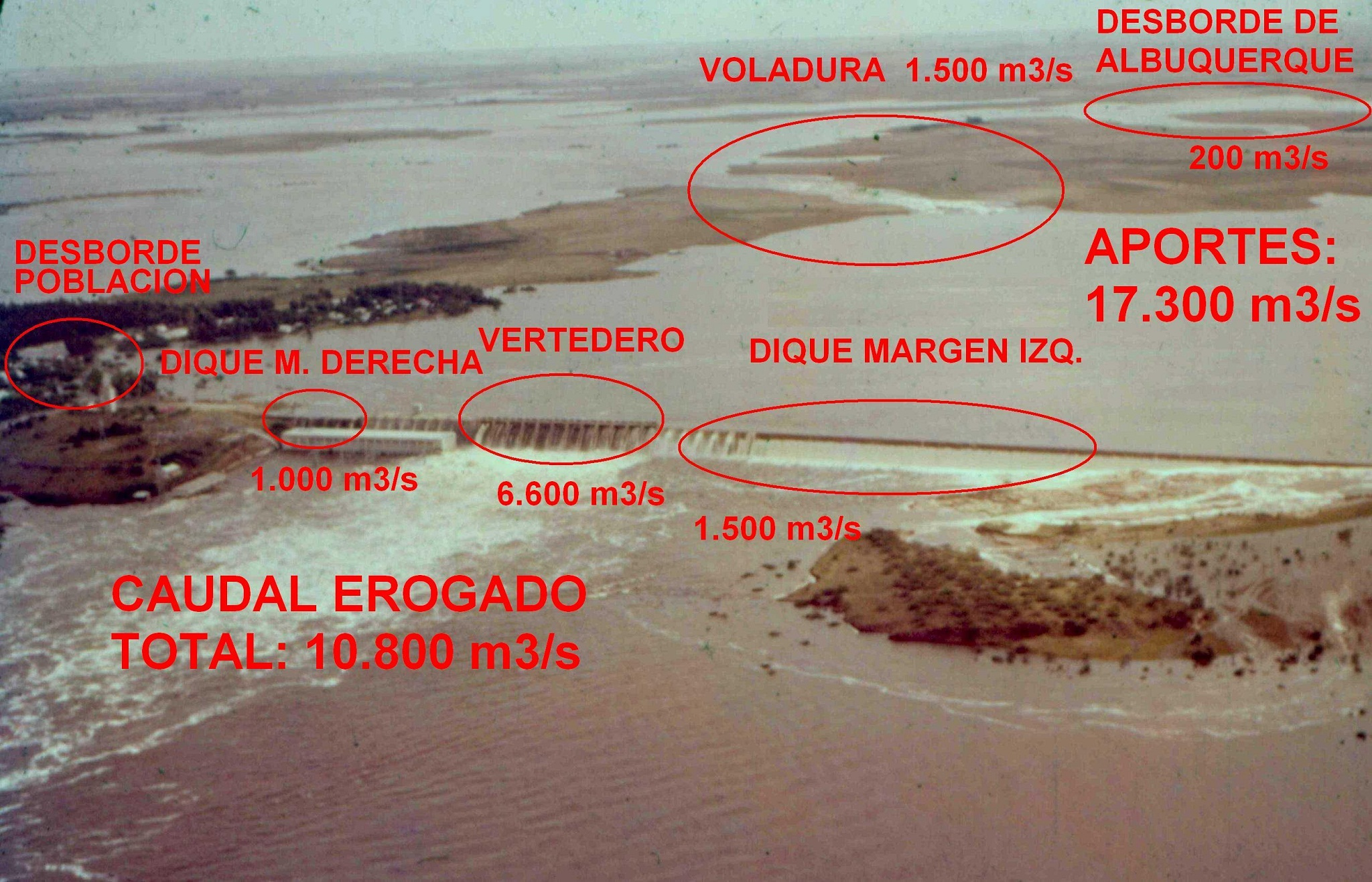
Distribución de caudales de agua durante la inundación de 1959 en Rincón del Bonete

El día 19 se abre otro escape al lago, por las nacientes de un gajo del arroyo Alburquerque, en donde el campo tiene un cuello a +83,30 aproximadamente. Por su parte, los niveles del río, aguas debajo de la usina, van subiendo en forma alarmante, alcanzando el piso de galerías de cables conectados directamente al interior de la central. Se obturan con hormigón estas galerías. El día 20 el lago llega al nivel de cota +83,89 m (07:00 AM), subiendo 54 cm en 24 horas. Se advierte el inevitable desborde del lago por encima de las partes más bajas del dique que están al nivel +84,30 m, lo que se produjo alrededor de la hora 17:00. A partir de ese momento el río sube rápidamente, de modo que al día siguiente, el 21 de abril, cubre la explanada de aguas abajo (cota +64,90 m) e inunda la Central, entrando el agua por la fila más baja de los ventanales de aguas abajo del edificio.

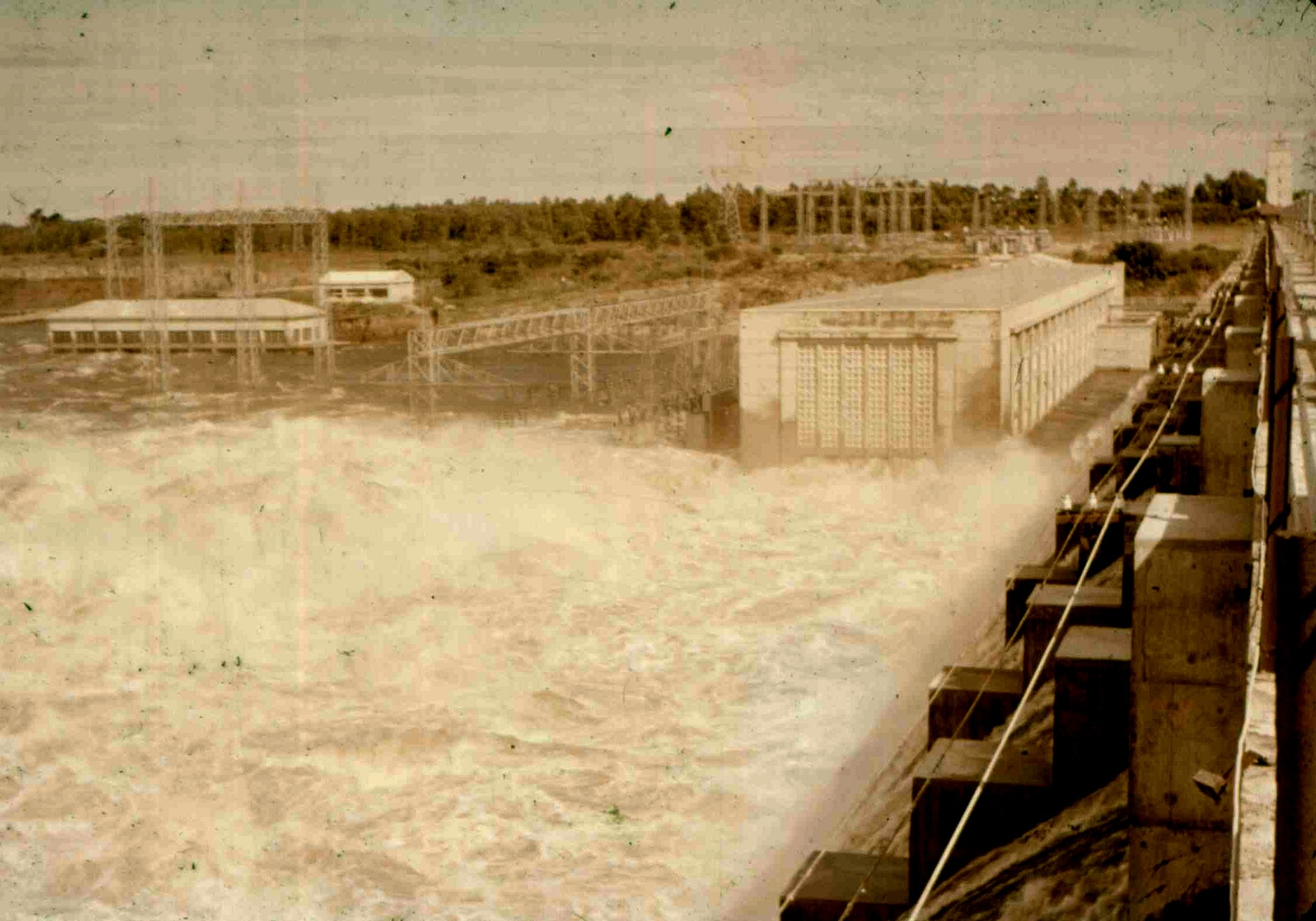
Vista de la margen derecha del edificio de la represa, durante las inundaciones de 1959 en Rincón del Bonete

En las horas de la mañana, el personal de la Central y últimos familiares fueron evacuados de la población de Rincón del Bonete, gracias a un puente aéreo. El lago alcanza el máximo el día 23 a la hora 10:00 AM con cota +85,00 m, mientras que el río llega al máximo de +67,90 m, a 3 metros por encima de la explanada y casi 7 metros por encima del piso de la sala de máquinas donde se ubican los 4 generadores de la Central.
Llegada la crecida al nivel +85,00 m, el desagüe máximo hacia aguas abajo alcanzó a unos 10.800 m3/s. Este caudal se formó con los desagües por el vertedero (6.600 m³/s), por encima del dique de hormigón desbordado (2500 m³/s), a través de la brecha abierta en un dique lateral que cerraba el embalse (1.500 m³/s) y por otros pequeños desagües (200 m³/s). Ese mismo caudal pasó por la obra de Rincón de Baygorria, en construcción, sin causarle daños, gracias al efecto regulador que tuvo la presencia de la represa de Rincón del Bonete.

## Otras zonas
Fuera del área de la represa las inundaciones provocaron grandes daños, particularmente en las ciudades del litoral (Salto, Paysandú, Fray Bentos) y Rivera, que solo pudo mantenerse comunicada a través del ferrocarril. Frente a las ciudades de Salto y Paysandú, el nivel del río Uruguay subió 18 metros.

## Recuperación de la Central

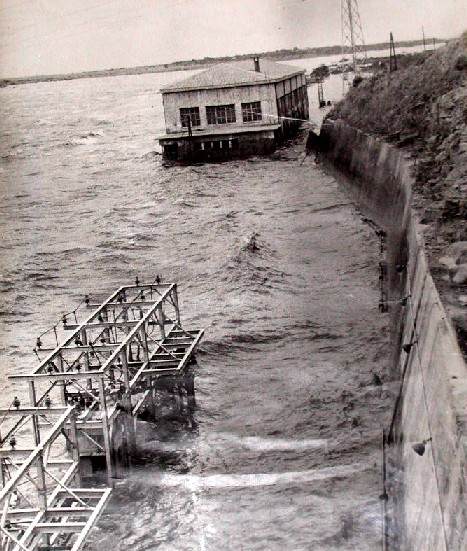
Vista del edificio del taller mecánico arrasado por las aguas.

Con el propósito de determinar los límites de la zona afectada por las inundaciones, el 3 de mayo se realizó un relevamiento aéreo-fotográfico del curso del río Negro, entre Rincón del Bonete y Baygorria, donde las aguas aún mantenían un nivel elevado y la resaca en las orillas indicaba la cota máxima alcanzada. En la inspección se registró el estado de las fundaciones del dique, playa de transformadores, zona de la brecha, destrozos y socavaciones de la carretera de acceso, vía férrea, calles y perjuicios a la población de Rincón del Bonete. El 8 y 9 de mayo, se realizó una inspección por buzos de la Administración Nacional de Puertos, de las tuberías de entrada y descarga de las turbinas, revelando la existencia de materiales diversos depositados por el arrastre de las aguas. Materiales que deberían ser eliminados para permitir la colocación de tableros (stop logs) de cierre y vaciado, que permitieran el secado de las turbinas.

### Comisión de Recuperación de Obras de la Central Rincón Del Bonete
En junio de 1959, UTE dispuso la constitución de una Comisión de Recuperación de Obras de la Central Rincón del Bonete, a fin de reintegrar al servicio lo más rápidamente posible, dicha planta y las obras de construcción de Rincón de Baygorria. Los trabajos de reconstrucción necesarios fueron presupuestados en unos U$S 600.000, al valor del dólar de 1959. Los primeros trabajos consistieron en el reacondicionamiento de los transformadores de servicio y el generador con motor diésel, existente para casos de emergencia, a los efectos de contar con energía en la planta y la población, para comenzar los trabajos de recuperación. A raíz de la inundación, se inundó la sala de máquinas, lo que hizo necesario secar los generadores, reparación de los cables de comando y control, acondicionamiento de las turbinas y de la estación de alta tensión. Para ello se contó con la colaboración de técnicos estadounidenses; los ingenieros Robert Cross de la empresa General Electric, para dirigir el secado de los generadores, y Stanton Dornbirer de la empresa Morgan Smith, para los trabajos mecánicos en las turbinas.

### Acondicionamiento de las turbinas

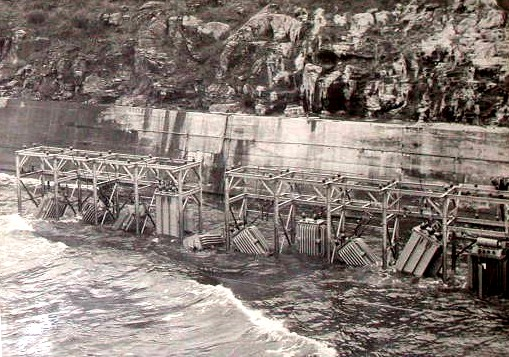
Vista de los transformadores de servicio, 13,8kV a 400VCA, arrasados por las aguas durante la crecida de abril de 1959, en la Central Hidroeléctrica Rincón del Bonete.

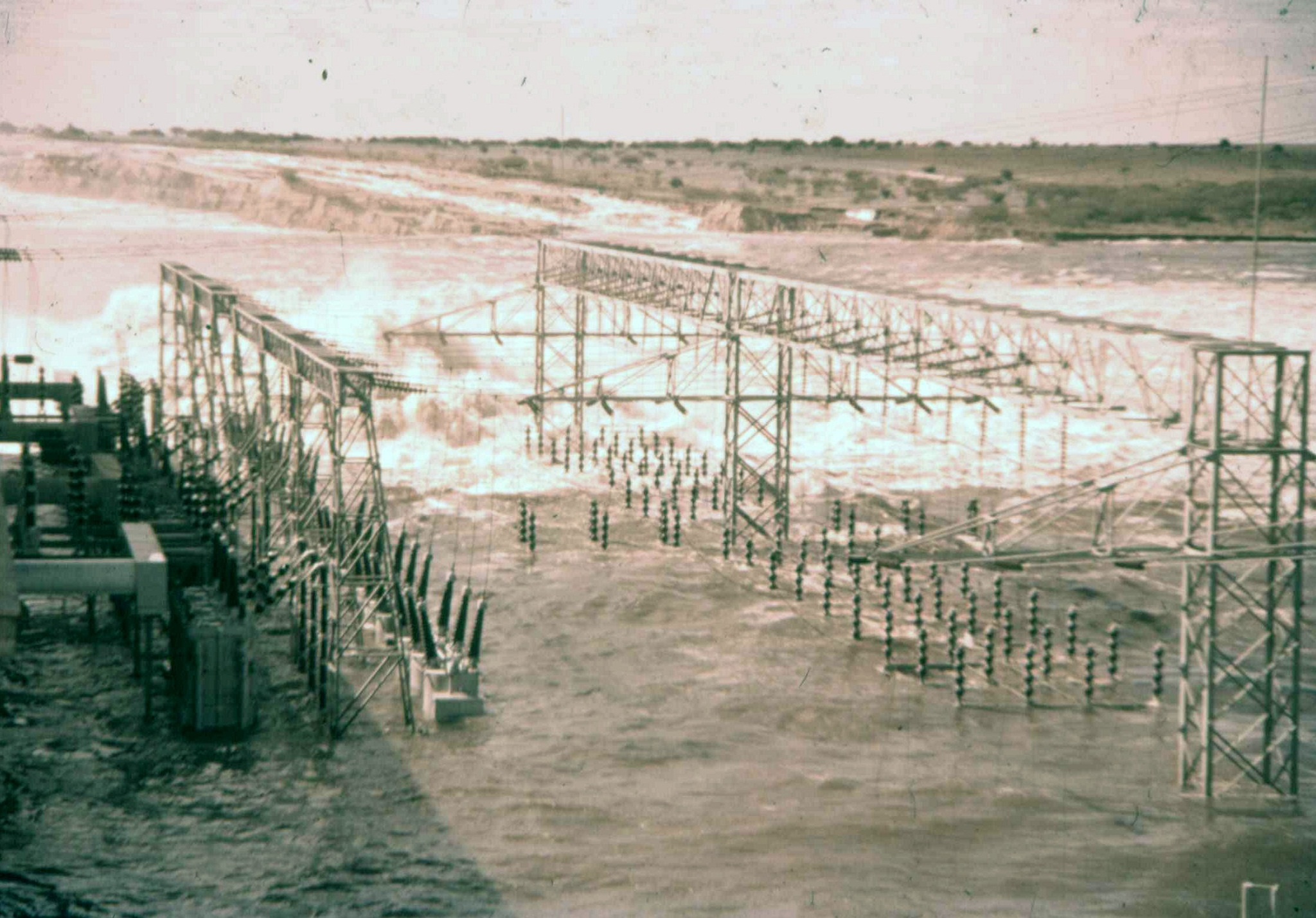
Vista de la playa de alta tensión (150 KV) de Rincón del Bonete durante la inundación de 1959

Para el acondicionamiento de las turbinas fue necesario cerrar y evacuar el agua de las mismas con la colocación de tableros (stop logs), contando con ayuda de buzos en estos trabajos. La primera unidad en ser sellada y vaciada fue la Unidad N.º 2. El personal de UTE fue reintegrado a la Rincón del Bonete los primeros días del mes de mayo, durante los cuales continuaba lloviendo. Los primeros trabajos consistieron en remover el barro en Sala de Montajes y la arena de piso de la Sala de Turbinas. Todas las partes y mecanismos fueron desarmados y secados, ya que el agua y el barro se metieron a través de todas las juntas. Gracias a que el sistema de óleo-hidráulico de regulación permaneció lleno de aceite y cerrado, no ingreso agua al mismo, ni a los tubos Kaplan, ni al interior del rodete. Numerosas partes, como las excitatrices, fueron colocadas debajo de carpas con estufas y ventiladores, estos últimos facilitados por la compañía General Electric en forma gratuita. La energía de los calefactores provenía de la Central José Batlle y Ordóñez en la ciudad de Montevideo, que suplía apenas el 50% de la demanda, con apagones rotativos en los distintos barrios de la ciudad.
En los trabajos participaron 220 operarios, distribuidos en turnos de 9 horas por día. Muchos de estos concurriendo diariamente a Rincón del Bonete desde Paso de los Toros, mediante dos ómnibus y dos barcos remolcadores que permitían cruzar la brecha abierta por la Operación Terraplén. Desde los primeros días de mayo, trabajando en algún caso hasta los domingos, sin poder atender su situación personal, al verse inundada su propia vivienda en la ciudad de Paso de los Toros. La Unidad N.º 2 y N.º 1, fueron las primeras en ser rehabilitadas, comenzando por el desmontaje del cabezal Kaplan, el desmontaje para limpieza de los cojinetes, el lavado con agua de los bobinados, y el desmontaje de la excitatriz de eje. Los repuestos necesarios para las unidades fueron importados de los EE. UU., con las demoras en trámites y fabricaciones del caso. El buen espíritu criollo de los operarios suplió con ingenio y habilidad manual la construcción de algunas de las piezas de repuestos faltantes, así como la falta de herramientas de trabajo, que fueron deterioradas o barridas por las aguas. A mediados de mayo ya estaban limpios los bobinados y cojinetes de las cuatro unidades.
Durante el mes de junio, en las turbinas de las Unidades 1 y 2, bajo la supervisión de Dornbirer, de la empresa Morgan Smith de EE. UU., se desarmaron y limpiaron los servomotores que movilizan las palas y las compuertas del distribuidor, cojinete de empuje y reguladores. Superando las dificultades técnicas y financieras, la Unidad N.º 2 se puso a girar sin carga el día 1 de agosto de 1959. Con el bobinado del estátor en cortocircuito y conectado a tierra, se hacía girar las turbinas a bajas velocidades, de modo que las corrientes calentaban la máquina para su secado. Se abrigaba la esperanza de secar lentamente el bobinado, la humedad de los intersticios del material aislante de las barras de cobre, básicamente capas y cintas de mica y fibra de vidrio. El proceso que llevó varios meses, dado que el aumento de temperatura se realizaba lentamente hasta llegar a 70-80 °C, luego había que dejar enfriar la máquina para poder realizar medidas de aislamiento. Todo esto se repitió una decena de veces en cada generador, con las dificultades que fueron apareciendo a causa de fallas en motores y bombas auxiliares que estuvieron bajo las aguas. En forma paralela a estos trabajos se encargó a la empresa General Electric el urgente suministro de los nuevos bobinados.

### Obras civiles

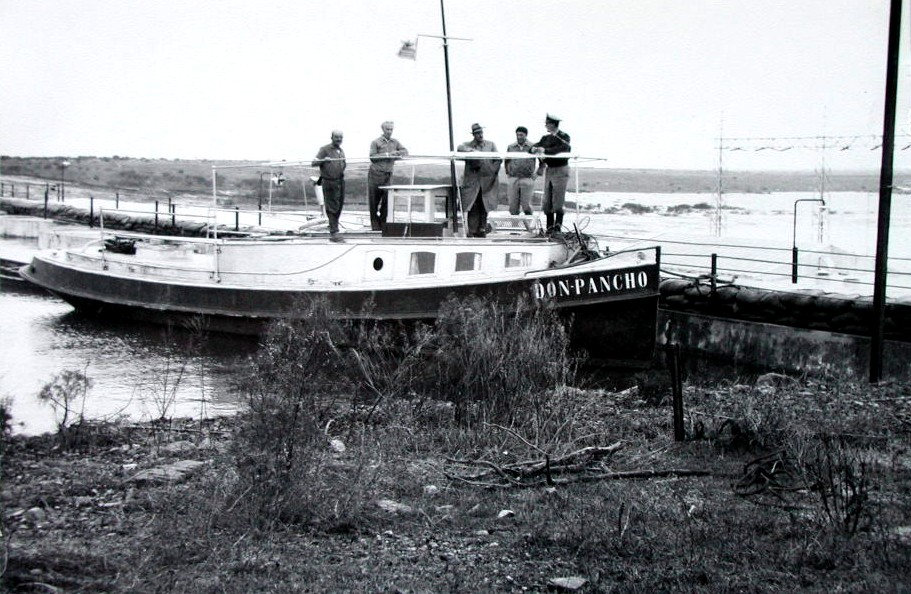
Vista del barco remolcador Don Pancho, traído del Paraguay para la construcción de la represa Rincón el Bonete en 1937, el cual prestara numerosos servicios durante la crecida de abril de 1959. En 2004, traspasado de UTE a la Prefectura Nacional Naval, pasó a prestar funciones de vigilancia y patrullaje del lago.

El lugar donde se realizó la voladura de la Operación Terraplén, produciendo una brecha en el terraplén, dejó incomunicada por vía terrestre a la Central y población de Rincón del Bonete. El transporte normal vía ómnibus no era posible, dado que la población se había convertido en una isla. Los ómnibus debían dejar a los pasajeros en la brecha para abordar el barco remolcador Don Pancho, que los transportaba entre la brecha y la Central. El día 17 de julio se implementó una improvisada ataguía de piedra y tierra, empleándose en cada extremo de la brecha, camiones y maquinaria aportada por el Consorcio Rincón de Baygorria, dos palas mecánicas y camiones con volcadora. Ataguía en forma de semicírculo de 120 metros de longitud, esta contención permitió construir un nuevo terraplén (donde se encuentra hoy la actual carretera pavimentada), que funcionaría a futuro como vertedero auxiliar de voladura, en caso de repetirse una crecida similar a la de 1959. 
En Paso de los Toros, a los efectos de agilizar el regreso de los pobladores a sus hogares destruidos, contando con recursos económicos para hacerlo, se propuso y luego se comenzó la expropiación y pago de terrenos por debajo de la cota +60,00 m. 
En la obra de construcción de la Central Rincón de Baygorria, víctima también de la creciente de 1959, se comenzó la recuperación de la misma en el pozo N.º 1, donde se ubicaría el edificio de la Central y el equipamiento electromecánico. Los trabajos consistieron en el desagote del agua y limpieza de sedimentos, necesarios para continuar con los trabajos de ingeniería civil. Para luego continuar con el pozo N.º 2, donde se construiría el vertedero. En los trabajos participaban unos 350 operarios.

### Otras acciones

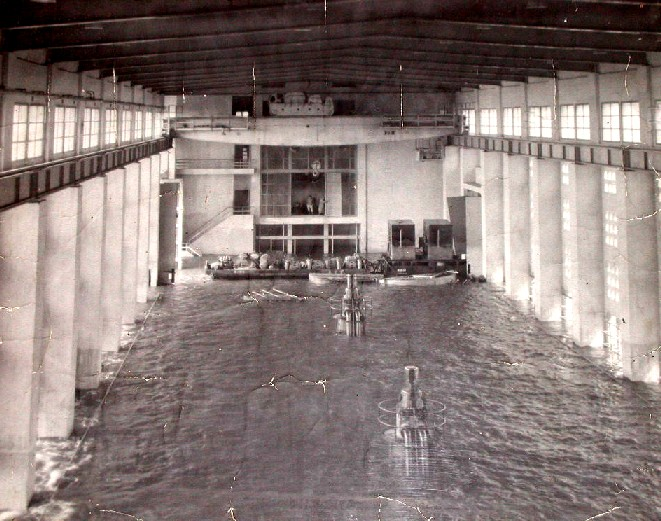
Vista desde el lado del Departamento de Durazno de la sala de máquinas de la represa Rincón del Bonete, durante la crecida de abril de 1959.

Además de inundar e indisponer las instalaciones electromecánicas de la central Rincón del Bonete, la crecida de 1959 dañó severamente el puente ferroviario de servicio, ubicado aguas debajo de la represa, llevándose las aguas las vigas y losas que conformaban el mismo, quedando en pie solamente los pilares. Dicho puente permitía el transporte de maquinaria y personal entre las márgenes Durazno y Tacuarembó del río Negro. En 1965, al finalizarse las obras que elevaron la cota de los diques laterales a +86,90 metros, se construyó un puente carretero que une la población de Rincón del Bonete, ubicada en el Departamento de Tacuarembó, con la margen izquierda ubicada en el Departamento de Durazno. La elevación del coronamiento del dique a la cota +86,90, cota prevista en el proyecto original de Adolfo Ludín, permite a futuro controlar crecidas con aportes de 20.000 m3/s, evacuando Rincón del Bonete un caudal máximo de 7000 m³/s, sin inundar Paso de los Toros, y sin comprometer a la represa Rincón de Baygorria ubicada aguas abajo.
Desde julio hasta fines de 1959, se continuaron los trabajos de rehabilitación de las unidades 1 y 2 de la Central Rincón del Bonete. Ambas turbinas fueron rehabilitadas y ensayadas girando en vacío con éxito, no así los generadores, donde no fue posible secar los bobinados del estátor, como era esperado hacer, siendo necesaria la compra de nuevos bobinados. Compra en un escenario de dificultades financieras, ya que los ingresos por venta de energía eran menores del habitual, casi la mitad de la población padecía restricciones en su suministro, sobre todo la industria, la que entró en una crisis sin precedentes. La central Térmica Central José Batlle y Ordóñez, en funcionamiento con el costoso fuel oil como combustible, no alcanzaba para abastecer más que 170 MW, cuando la demanda rondaba los 220 MW. 
El 9 de mayo el primer ministro de Cuba el comandante Fidel Castro visitó Rincón del Bonete y caminó por el dique junto al general Magnani. En la visita a la Sala de Máquinas inundada, los ingenieros de UTE le manifiestan que estimaban en unos seis a siete meses el tiempo necesario para poner en marcha los generadores. Antes de abandonar Uruguay, Fidel Castro depositó 20.000 dólares, provenientes del Fondo para la Reforma Agraria en Cuba, como colaboración para la reconstrucción de los daños.

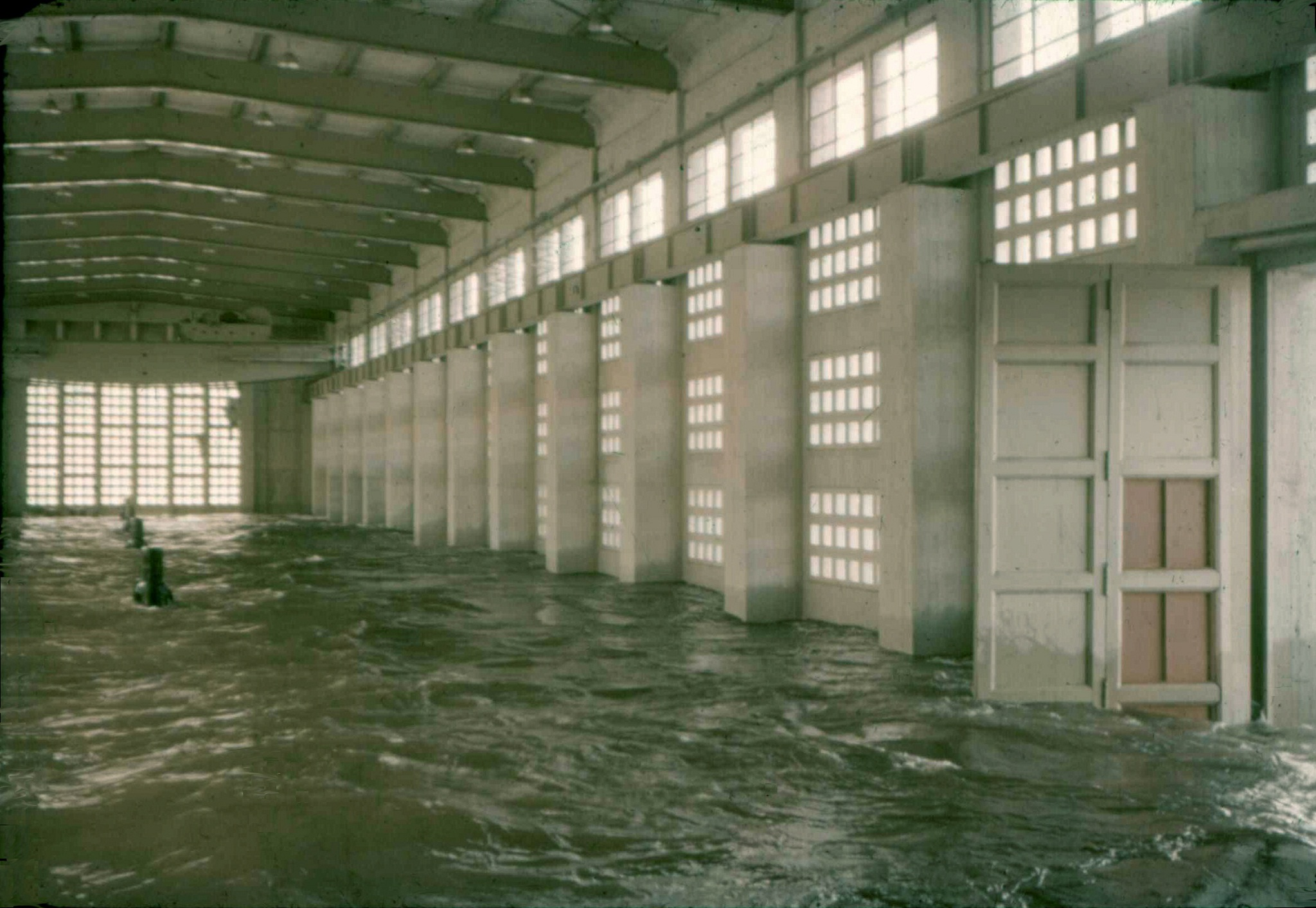
Vista de la sala de máquinas de la represa Rincón del Bonete inundada en 1959.

Así los cincuenta millones de pesos argentinos, que donara la República Argentina con fines de socorrer a las víctimas y atender daños materiales causados por las inundaciones de 1959, consulta previa con el gobierno argentino presidido por Arturo Frondizi, fueron destinados a sufragar el pago del rebobinado de tres de los generadores estimados en U$S 200.000 cada uno de ellos. En diciembre de 1959 se concreta la compra de nuevos bobinados para los cuatro generadores, que se realizó a la empresa General Electric. Primero llegó el destinado al generador de la Unidad 2, donde fue descartado por los técnicos proseguir con el secado y ensayos del aislamiento, desechándose por irrecuperable. Mejores esperanzas se tenía respecto al bobinado de las Unidades 1 y 3 a pesar de los cual se decide la compra de los cuatro bobinados de repuesto a General Electric. 
Una resolución del Consejo Nacional de Gobierno del Uruguay, del 21 de diciembre de 1959, asigna una donación del gobierno argentino por 50 millones de pesos, a la compra de tres bobinados a General Electric. Una placa de bronce, ubicada en el muro de aguas abajo de la casa de máquinas, deja constancia de esta donación del hermano pueblo argentino al pueblo uruguayo. El viernes 15 de enero de 1960 arribó al Puerto de Montevideo, en el buque “Argentina”, una parte del primer juego de bobinados destinado a la rehabilitación de la Central Rincón del Bonete, comenzando por el generador de la Unidad 2. Las restricciones de energía continúan, ahora por Decreto del Consejo Nacional de Gobierno. La Central Rincón de Baygorria está en la fase final de su construcción, la máquina N.º 4 de la Central Central José Batlle y Ordóñez, la que entrega una potencia de 50 MW, es sacada de servicio para reparaciones impostergables, las que tomaron unos 2 meses, durante los cuales fue necesario agudizar las restricciones de energía eléctrica a la población y la industria.
| Año - Mes        | Nivel máximo (m) | Aporte máximo (m³/s) |
| ---------------- | ---------------- | -------------------- |
| 1959 - abril     | 85,00            | 18.287               |
| 2002 – abril     | 83,23            | 7900                 |
| 2009 - noviembre | 82,99            | 6500                 |
| 2016 - abril     | 82,88            | 7800                 |
| 2007 - mayo      | 82,79            | 9600                 |
| 1997 - diciembre | 82,70            | 7396                 |
| 1998 - abril     | 82,49            | 6424                 |
| 2000 - julio     | 82,35            | 5266                 |
| 1977 - julio     | 82,29            | 6.030                |
| 2010 - febrero   | 82,18            | 4.990                |

Finalmente, el lunes 21 de marzo de 1960 entra en servicio, tras pruebas y ensayos, la Unidad 2 de la Central Rincón del Bonete, primero de los generadores rehabilitados, con un bobinado nuevo montado por técnicos de General Electric de EE. UU.  
El 26 de marzo de 1960; la Unidad 3 entra en servicio con carga reducida 8MW y observando todas las temperaturas. El 1 de abril de 1960 la Unidad 4 las pruebas girando en vacío. El 26 de abril la Unidad 1 entró en servicio con 5 MW, luego de su prolongada recuperación; en más de un año, desde el 18 de abril de 1959, día en que sale de servicio la planta hidroeléctrica definitivamente. 
La experiencia de secar bobinados que estuviesen bajo agua por tantos días, fue una experiencia inédita en el mundo, y la conexión a la red nacional y toma de carga de la primero Unidad recuperada se realizó con prudencia, tomando carga paulatinamente; 5, 8, 15, 20 y 25 MW, en un lapso total de 10 horas. El viernes 25 de marzo llegó a Montevideo el bobinado de repuesto para la Unidad 1, mientras que la Unidad 3 estaba siendo sometida a un secado del bobinado con un nuevo sistema, que demostró ser más efectivo que anterior intentado infructuosamente en las Unidades 1 y 2. 
El 28 de abril de 1960, con las unidades 1 y 2 de Rincón del Bonete generando su máxima potencia y la Unidad 3 a potencia reducida a 25 MW, en un comunicado a la población, se levantan las restricciones de energía eléctrica, tanto doméstica como a la industria, poniéndose fin a un largo año de apagones programados e intempestivos, que afectó en mayor grado a la los habitantes de la ciudad de Montevideo y al normal funcionamiento de la producción industrial. 
El 22 de junio de 1960 entra en servicio la primera de las tres unidades de la central Rincón de Baygorria, obra proyectada por Adolfo Ludín, el mismo que proyectó la obra de Rincón del Bonete, e inaugurada oficialmente el 8 de julio de 1960. El llenado del lago de Baygorria, levantó el nivel normal de las aguas abajo de la presa en Rincón del Bonete, en +50,00-51,00m antes de 1960, pasando a +54,00-55,00m luego ya con la nueva hidroeléctrica Baygorria en servicio. Aún no finalizada las obras de construcción de la doble terna de líneas de alta tensión de 150kV, Baygorria - Paso del Puerto - Montevideo, la energía desde Rincón de Baygorria llegaba a Montevideo a través de Rincón del Bonete, gracias a una línea de 38 km de longitud que interconecta ambas centrales. 
Luego de las puesta en servicio de las instalaciones devastadas por la creciente, se realizaron mejoras que aseguran en el presente, que de repetirse un suceso similar al de 1959, los daños a la central y sus máquinas sea mínimo; compuertas de sellado para la sala de máquinas y hall de entrada, procedimientos a seguir en caso se semejante contingencia, aumento de la capacidad de bombeo de achique a 2400 m3/h, construcción de un puente carretero, muros de contención aguas abajo evitando el ingreso de agua a los contrafuertes, construcción de un terraplén en el campo Albuquerque, en la margen izquierda (lado Durazno), y la margen derecha en la población misma de Rincón del Bonete, terraplén de contención en el lugar de la voladura, sellado con cemento de los ventanales hasta la cota +68.00 m del edificio, construcción de muros de protección a ambos lados del vertedero, elevación de la cota de coronamiento del dique desde cota +84,30 a +86,90 m, permitiendo aumentar el volumen de agua embalsada como "retención de crecida" de 5,35 a 9,50 km³. Este aumento de cota del dique, permitió elevar el caudal de evacuación máxima del vertedero de 6000 a 9000 m³/s. En la Facultad de Ingeniería de la Universidad de la República (UDELAR), se realizó un modelo hidráulica a escala de la represa, donde fue comprobada la efectividad de las mejoras.
La inundación de la Sala de Máquinas en abril de 1959, dejaría su huella en la Unidad 3, dejando el aislamiento del bobinado en mal estado, realizándose su renovación en 1963, a pesar de lo cual sufrió fallas en octubre de 1975 y en abril de 1981. Fallas entre espiras del bobinado y a tierra, que obligaron a la desconexión de espiras de bobinado para seguir funcionando la Unidad 3, pero a carga reducida a 30 MW hasta su renovación total en 1994.

### Escultura conmemorativa

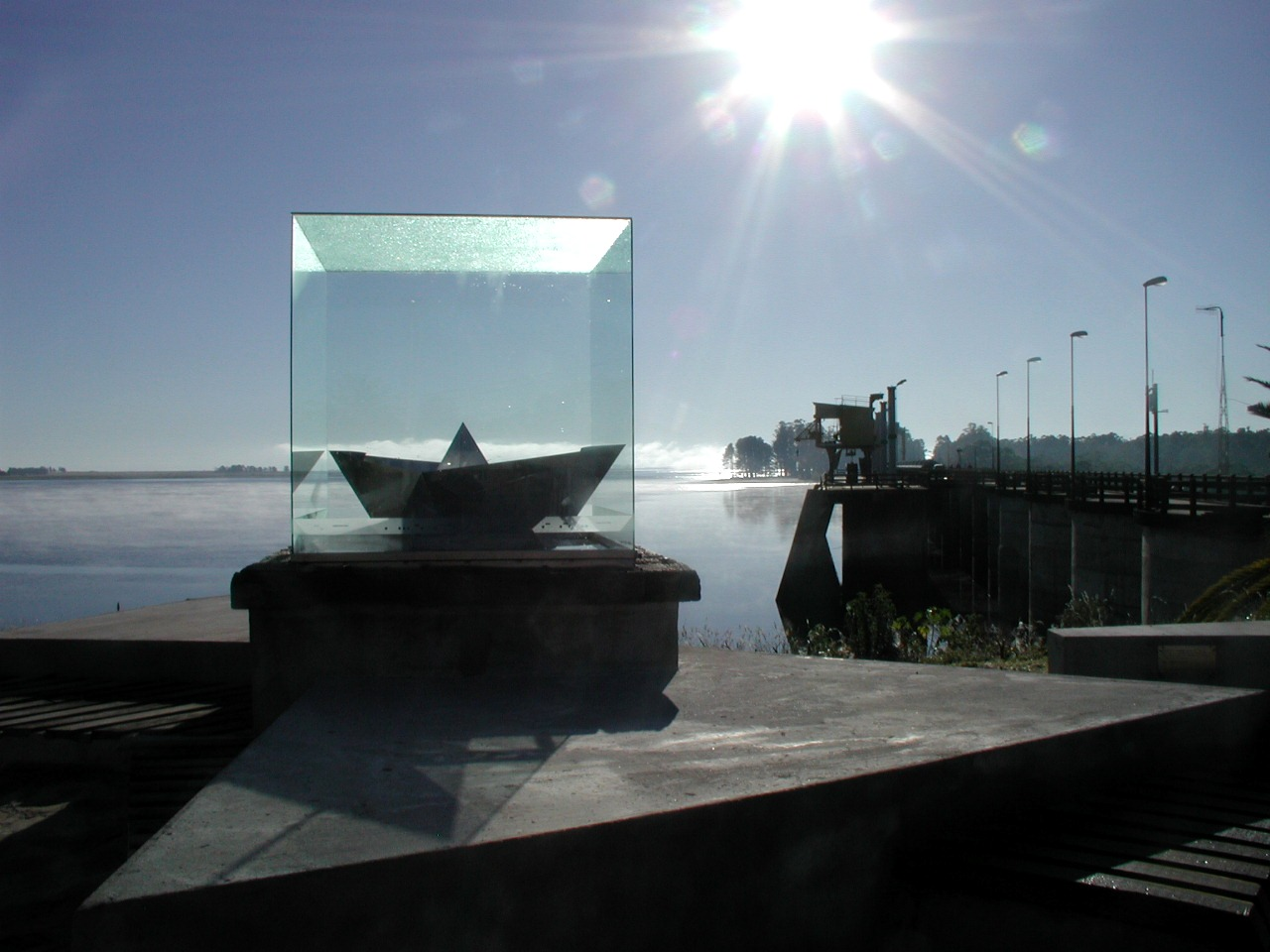
Escultura conmemorativa de los 50 años de la Creciente de 1959.

El 5 de mayo de 2010, se inaugura en la misma población de Rincón del Bonete, ubicada a la entrada de la presa, una escultura conmemorativa de los sucesos de abril de 1959. En abril de 2009, con motivo de los actos de conmemoración de la creciente, el Directorio de la empresa estatal UTE, lanza la idea de realizar un concurso abierto para proyectos de esculturas conmemorativas del suceso. Finalmente es adjudicado el proyecto del artista plástico Fernando Stevenazzi, oriundo de Paso de los Toros. La escultura consistente en un "barco de papel" (construida en acero inoxidable), dentro de un cubo de cristal, fue titulada "Navegar es Necesario". La misma perpetua todos los elementos que estuvieron presentes en abril de 1959; el agua (espejo en el fondo del cubo de cristal), las inclemencias climáticas; lluvia y niebla (la cúpula en cristal), el ferrocarril que permitió evacuar a la población de Paso de los Toros (marco de cuatro durmientes) , la obra civil de la presa de concreto (plazoleta que oficia de base de la escultura), el vertedero que no fue suficiente para evacuar toda el agua que venía del lago (planteo de "pianos" de antiguos maderos de sellado de las compuertas), el mensaje en código Morse, la resaca y materiales que trajo la creciente (piedras de resaca de la creciente de febrero de 2010 en torno a la plazoleta).